# ایسائو کورایشی
ایسائو کورایشی (انگلیسی: Isao Kuraishi؛ زادهٔ ۱ آوریل ۱۹۴۴) بازیگر اهل ژاپن است.